# 精巣微小石灰化症

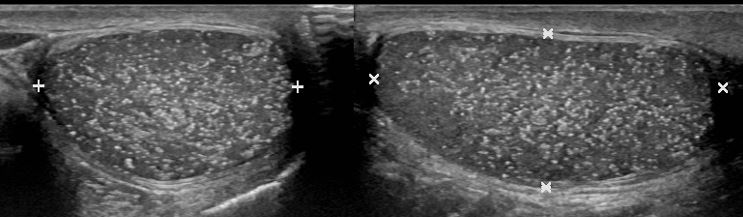
精巣超音波検査で検出された精巣微小石灰化症

精巣微小石灰化症（せいそうびしょうせっかいかしょう、英: Testicular microlithiasis）は、精巣超音波検査で診断される珍しい疾患である。世界的に男性の0.1～0.6％にみられるとされ、その頻度は地域によって異なるが、不妊症の男性に多くみられる。多くの場合は無症状で非進行性の疾患であるが、ごく少数の症例では、極度の慢性疲労、ホルモンバランスの乱れ、疼痛を引き起こすことがあり、精巣周囲の腫脹を伴うこともある（石灰化の大きさと部位による）。ごく稀に、微小石灰化症の患者が前立腺の石灰化を経験し、結石が通過することも知られている。このような稀な症例では組織が損傷しているため、注意して治療しないと二次感染を引き起こすことがある。しかし、診断された人の大半にはこのような症状は殆ど見られない。
精巣微小石灰化症は、無症状の場合は精巣癌のリスクとは関連しない。しかしながら大規模なメタアナリシスによると、精巣生殖細胞腫瘍の関連危険因子を有する患者では、腫瘍の診断または生検時に発見される確率が約8～10倍であることが示されている。
精巣生殖細胞腫瘍またはその危険因子を有する患者において、精巣微小石灰化症が発見された際に精巣腫瘍（未分類の管内胚細胞新生物）の存在を除外するための精巣生検を受けるべきか否かについては、広範な論争がある。更に精巣微小石灰化症の有無が、精巣胚細胞腫瘍患者における術後補助化学療法または経過観察の実施決定に影響を及ぼすべきかどうかは、依然として不明である。Nature Reviews Urology誌に掲載された2011年の総説は、これらのトピックを包括的に評価している。しかし、どのような疾患でもそうであるように、症状は個人によって異なる。

## 原因
原因は不明であるが、この病態は、少数の患者における精巣腫瘍、潜在精巣、流行性耳下腺炎、不妊症、上皮内胚細胞新生物と関連している。古典的精巣微小石灰化症は、精巣のいずれかまたは両方に1視野あたり5個以上のエコー源性病巣があるものと定義され、限局性精巣微小石灰化症は、古典的精巣微小石灰化症の基準を満たさない1個以上のエコー源性病巣があるものと定義される。80％の症例では、両方の精巣が冒されている。

## 診断
精巣超音波検査像にて判断する。

## 管理
精巣微小石灰化症には治療法はないが、他の疾患が発症しないように超音波検査で経過観察することがある。偶発的に精巣微小石灰化症が確認された無症状の男性に対しては、精巣検査を重視したフォローアップが推奨される。しかし、不妊症など精巣胚細胞腫瘍の危険因子を有する男性については、泌尿器科医と個別に相談する必要がある。

## 参考資料
- A comprehensive meta-analysis of testicular microlithiasis, together with proposed guidelines